# Тиврівська селищна територіальна громада
Тиврівська селищна територіальна громада — територіальна громада в Україні, у Вінницькому районі Вінницької області. Адміністративний центр — селище Тиврів.
Площа громади — 420,09 км², населення — 11 292 мешканці (2020).

## Населені пункти
У складі громади 1 селище (Тиврів) і 25 сіл:
- Василівка
- Гришівці
- Дзвониха
- Дубина
- Жахнівка
- Зарванка
- Іванківці
- Івонівці
- Іскрівка
- Канава
- Кобелецьке
- Колюхів
- Красне
- Краснянка
- Круги
- Курники
- Майдан
- Нове Місто
- Онитківці
- Пирогів
- Рахни-Польові
- Соколинці
- Строїнці
- Уяринці
- Черемошне